# Xystrocera ruficornis
Xystrocera ruficornis es una especie de escarabajo longicornio del género Xystrocera, categorizada en la tribu Xystrocerini, de la subfamilia Cerambycinae. Fue descrita por Corinta-Ferreira en 1954.

## Descripción
Mide 22,5 mm de longitud.

## Distribución
Se distribuye por Zimbabue.